# Squash aux Jeux sud-américains de 2010
Navigation
Édition suivante

Les compétitions de squash des Jeux sud-américains de 2010 se déroulent du 20 mars au 25 mars 2010 à Medellín en Colombie. C'est la première apparition du squash aux jeux sud-américains.
Il y a 7 épreuves, trois pour les hommes, trois pour les femmes et une mixte.
Nicolette Fernandes et Miguel Ángel Rodríguez titrés en individuel et en double permettent à leurs nations de dominer le classement des médailles.

## Tableau des médailles
| Rang  | Nation    | Or | Argent | Bronze | Total |
| ----- | --------- | -- | ------ | ------ | ----- |
| 1     | Colombie  | 6  | 1      | 1      | 8     |
| 2     | Guyana    | 1  | 0      | 2      | 3     |
| 3     | Argentine | 0  | 3      | 4      | 7     |
| 4     | Brésil    | 0  | 3      | 3      | 6     |
| 5     | Équateur  | 0  | 0      | 2      | 2     |
| 5     | Paraguay  | 0  | 0      | 2      | 2     |
| Total | Total     | 7  | 7      | 14     | 28    |

## Palmarès
| Épreuves      | Or                                                                                   | Argent                                                   | Bronze |
| ------------- | ------------------------------------------------------------------------------------ | -------------------------------------------------------- | --- |
| Simple homme  | Miguel Ángel Rodríguez Colombie                                                      | Rafael Alarçón Brésil                                    | Bernardo Samper Colombie Esteban Casarino Paraguay                                                                      |
| Simple femme  | Nicolette Fernandes Guyana                                                           | Silvia Angulo Colombie                                   | Cecilia Cerquetti Argentine Antonella Falcione Argentine                                                                |
| Double homme  | Javier Castilla Erick Herrera Pelaez Miguel Ángel Rodríguez Bernardo Samper Colombie | Rafael Alarçón Ronivaldo Conceição Vinicius Costa Brésil | Ernesto Davila Juan Sebastian Chacon Alex Ulloa Équateur Hernán D'Arcangelo Guillermo Asdeale Gonzalo Miranda Argentine |
| Double femme  | Silvia Angulo Catalina Peláez Colombie                                               | Cecilia Cerquetti Antonella Falcione Argentine           | Nicolette Fernandes Ashley Khalil Guyana Tatiana Borges Thaisa Serafini Brésil                                          |
| Double mixte  | Ana Gabriela Porras Miguel Ángel Rodríguez Colombie                                  | Antonella Falcione Matias Valenzuela Argentine           | Ernesto Davila Magaly Velez Équateur Rafael Alarçón Karen Redfern Brésil                                                |
| Homme équipes | Javier Castilla Erick Herrera Pelaez Miguel Ángel Rodríguez Bernardo Samper Colombie | Rafael Alarçón Ronivaldo Conceição Vinicius Costa Brésil | Ernesto Davila Juan Sebastian Chacon Alex Ulloa Équateur Hernán D'Arcangelo Guillermo Asdeale Gonzalo Miranda Argentine |
| Femme équipes | Silvia Angulo Karol Prieto Catalina Peláez Colombie                                  | Tatiana Borges Karen Redfern Thaisa Serafini Brésil      | Sofia Baravalle Cecilia Cerquetti Antonella Falcione Argentine Nicolette Fernandes Ashley Khalil Guyana                 |